# Dave Waterbury
Dave Waterbury je americký hudební producent a hudebník. Waterbury hraje na basovou kytaru, kytaru, klávesy a bicí. Hrál ve skupinách Spirit a The Box Tops. Také spolupracoval s umělci jako Robbie Krieger, Suicidal Tendencies, Tears for Fears, Randy California, Pink, Mark Kendall, Ray Charles, 4 Non Blondes, Michael Jackson, Marco Mendoza (od Whitesnake a Teda Nugenta), Paul McCartney & Wings, The Doobie Brothers (Michael McDonald a Keith Knutsen), Guitar Jack, Uli Jon Roth ze Scorpions, Brian Tichy, Chris Poland z Megadeth a mnoho dalších.